# Timezrit (distrito)
Timezrit é um distrito localizado na província de Bugia, Argélia. O distrito contém apenas a cidade-capital Timezrit. Em 2008, a população total do distrito era de 25 853 habitantes.[carece de fontes?]